# لازارو فينيسيوس ماركيز
لازارو فينيسيوس ماركيز هو لاعب كرة قدم برازيلي في مركز الوسط، ولد في 12 مارس 2002 في بيلو هوريزونتي في البرازيل.

## وصلات خارجية
- لازارو فينيسيوس ماركيز على موقع قاعدة بيانات كرة القدم.إي يو (الإنجليزية)
- لازارو فينيسيوس ماركيز على موقع Soccerbase.com (لاعب) (الإنجليزية)
- لازارو فينيسيوس ماركيز على موقع Soccerway.com (الإنجليزية)
- لازارو فينيسيوس ماركيز على موقع عالم كرة القدم.نت (الإنجليزية)